# آنا ملنیکووا
آنا ملنیکووا (به انگلیسی: Anna Melnikova) ژیمناست زادهٔ ۲۰ ژوئیهٔ ۱۹۸۵ میلادی اهل کشور روسیه است.